# 円 (数学)
数学において、円（えん、英: circle）とは、平面（2次元ユークリッド空間）上の、定点O（オー） からの距離が等しい点の集合でできる曲線のことをいう。
その「定点O」を円の中心という。円の中心と円周上の1点を結ぶ線分や、その線分の長さは半径という。
円は定幅図形の一つ。
なお円が囲む部分すなわち「円の内部」を含めて「円」ということもある。この場合、厳密さを必要とする時は、境界となる曲線のほうは「円周」（英: circumference） という。これに対して、内部を含めていることを強調するときには「円板」（英: disk）という。また、三角形、四角形などと呼称を統一して「円形」ということもある。
習慣的に、とりあえず円をひとつ挙げその中心に名称をつける時は「O」（オー）と呼ぶことが多い。これは原点を英語で「オリジン」（英: Origin）というのでその頭文字をとったものである。中心が点Oである円は「円O」（えんオー）と呼ぶ。なお中心は英語では「センター」（英: Center）というので、円の中心が「C」（シー）になっている文献もある。
なお、数学以外の分野ではこの曲線のことを（あるいはそれに近い卵形の総称として）「丸」（まる）という俗称で呼称することがある。

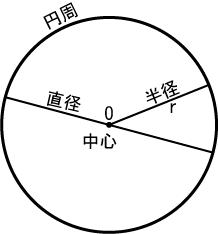
円: 中心、半径・直径、円周

## 円の性質

### 弦と弧
円周と2点で交わる直線を割線という。このときの交点を2点 A, B とするとき、円周によって、割線から切り取られる線分 AB のことを弦といい、弦 AB と呼ぶ。特に円の中心を通る割線を中心線という。中心線は円の対称軸であり、円の面積を2等分する。円周が中心線から切り取る弦やその長さを、円の直径という。直径は半径の2倍に等しい。円周の長さは、円の大きさによってさまざまであるが、円周の長さの直径に対する比の値は、円に依らず一定であり、これを円周率という。特に断りのない限り、普通、円周率は π で表す。円の半径を r(半径の英語 radiusの頭文字が由来) とすると、円周の長さは 2πr で表される。また、円の面積は、πr 2 で表すことができる。同じ長さの周を持つ閉曲線の中で、面積が最大のものである。（等周問題）

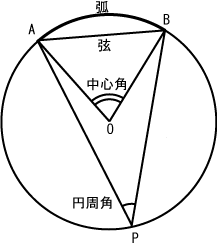
中心角と円周角

一方、円周は割線によって 2 つの部分に分けられる。このそれぞれの部分を 円弧（英: arc）または単に弧という。
2つの弧の長さが等しくないとき、長い方の弧を 優弧（英: major arc）、短い方の弧を劣弧（英: minor arc）という。
2つの弧の長さが等しいとき、これらの弧を 半円周 という。このとき、割線は円の中心を通る中心線である。
円周上の2点 A, B を両端とする弧を弧 AB と呼ぶ。記号では、A͡B と表記する（記号 ⌒ は AB の上にかぶせて書くのが正しい）。これでは優弧・劣弧のどちらであるかを指定できていないデメリットがあり、一方を特定したい場合は、その弧上の点 P を用いて 弧APB のように表記する。
円 O の周上に2点 A, B があるとき、半径 OA, OB と弧 AB とで囲まれた図形を扇形（英: sector） O-A͡B という。また、扇形に含まれる側の ∠BOA を弧 AB を見込む中心角という。一つの円で考えるとき、中心角とその角が見込む弧の長さは比例する。同様に、中心角とその角が切り取る扇形の面積も比例する。
弦 AB と弧 AB で囲まれた図形を弓形（英: segment）という。

### 中心角と円周角
弧 AB に対して、弧 AB 上にない円 O の周上の点 P を取るとき、∠APB を弧 AB に対する円周角という。弧 AB に対する円周角は点 P の位置に依らず一定であり、中心角 AOB の半分に等しい（円周角の定理）。特に弧 AB が半円周のときは、弧 AB に対する円周角は直角である（直径を見込む円周角:ターレスの定理）。

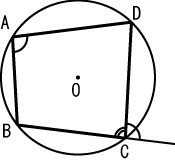
円と内接四角形

円 O の周上に4点 A, B, C, D があるとき、四角形 ABCD は円 O に内接するという（内接四角形）。このとき、円 O を四角形 ABCD の外接円という。四角形が円に内接するならば、四角形の対角の和は平角に等しい（内接四角形の定理）。円に内接する四角形の外角の大きさは、その内対角の大きさに等しい。また、これらの逆も成立する（四点共円定理、内接四角形の定理）。

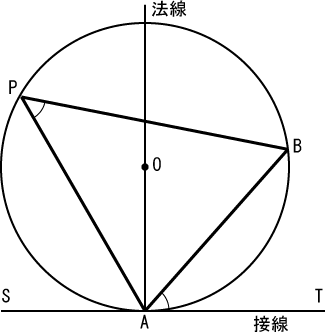
接弦定理

円周と直線が1つの共有点を持つとき、その直線を円の接線（英: tangent）といい、共有点を接点という。円の中心と接点を結ぶ半径（接点半径）は、接線と接点で直交する。
円の外部の点 A から円 O に2つの接線が描ける。この接点を S, T とすると、線分 AS, AT の長さを接線の長さという。接線の長さは等しい。円の接線とその接点を通る弦が作る角は、その角の中にある弧に対する円周角に等しい（接弦定理）。すなわち、下図で AT が接線ならば、∠BAT = ∠APB である。接弦定理は逆も成立する。
円の接吻数は6である。このことの完全な証明は1910年までできなかった。

## 2円の位置関係

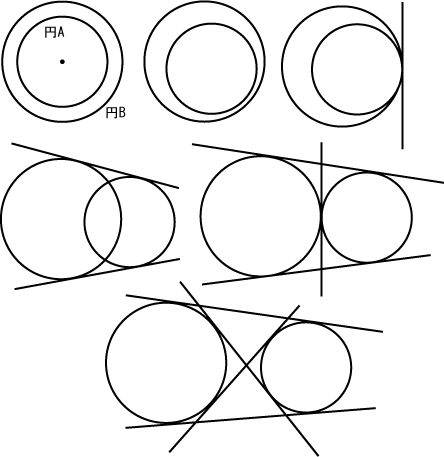
半径が異なる2円の位置関係

### 位置関係
2つの円（円 A, 円 B とする）の位置関係は次の場合に分けられる。
1. 円 A が円 B の内部にある場合 : 円 B は円 A を内包するという。特に、中心の位置が一致するとき、この2円を同心円と呼ぶ。
2. 円 A が円 B の周または内部にあり、1点のみを共有する場合 : 円 A は円 B に内接するという。
3. 2円が異なる2点を共有する場合 : 2円は2点で交わるという。この2点を結ぶ弦を共通弦という。
4. 2円が互いの周または外部にあり、1点のみを共有する場合 : 円 A は円 B に外接するという。
5. 2円が互いの外部にあり、共有点がない場合 : 2円は離れているという。

### 共通弦の性質

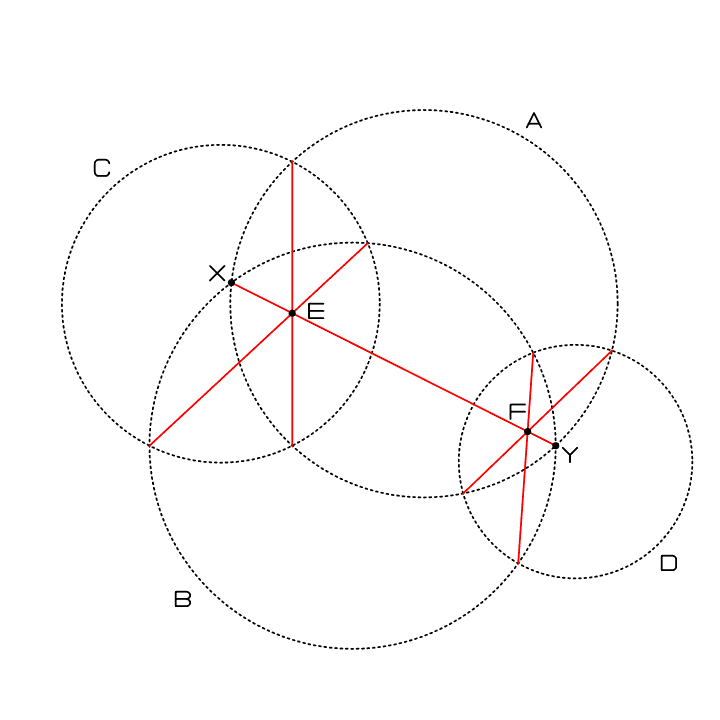
直線ＸＹを共通弦とする正円をＡ・Ｂ、Ｘを包みＹを外にする正円をＣ、Ｙを包みＸを外にする正円をＤ、ＡＣの共通弦とＢＣの共通弦の交点をＥ、ＡＤの共通弦とＢＤの共通弦の交点をＦ、とした時、ＥとＦはＸＹの線上にある。

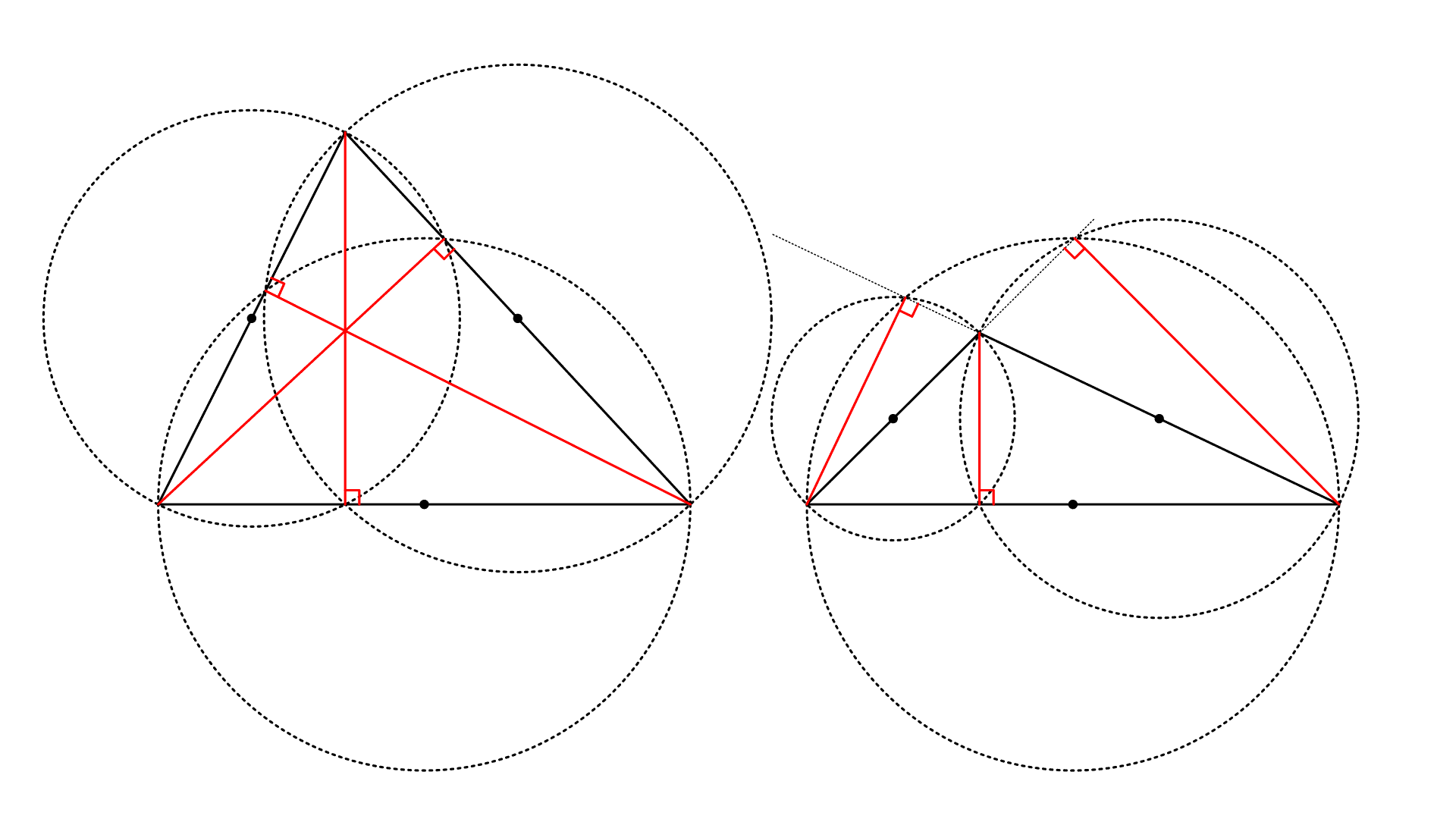
三角形の三辺の位置と長さそのものを直径とする三つの円によって生じる３本の共通弦は、その三角形の３本の頂垂線となる。

1. 既定の共通弦を持つ2円(A・B)と、その共通弦の一端のみを包む任意の別の円Cとの間にできる2本の共通弦(ACとBCの共通弦)の交点は、ABの共通弦上に存在する。
2. 三角形の三辺の位置と長さそのものを直径とする三つの円によって生じる３本の共通弦は、その三角形の３本の頂垂線となる。

### 共通接線
2つの円に共通する接線を共通接線という。
特に、2円が共通接線に関して、同じ側にあるとき共通外接線、異なる側にあるとき共通内接線という。
上記の場合分けにおいて、描ける共通接線の個数は、
1. なし
2. 共通外接線1本
3. 共通外接線2本
4. 共通内接線1本、共通外接線2本の計3本
5. 共通内接線2本、共通外接線2本の計4本

のいずれか。

## 円の方程式

半径 r 1, 中心 (a, b) (1.2, −0.5) の円

解析幾何学において、(a, b) を中心とする半径 r の円は {\displaystyle (x-a)^{2}+(y-b)^{2}=r^{2}} を満たす点 (x, y) 全体の軌跡である。この方程式を、円の方程式と言う。これは、中心 (a, b) と円上の任意の点 (x, y) との二点間の距離が r であるということを述べたものに他ならず、半径を斜辺とする直角三角形にピタゴラスの定理を適用しすることで導出できる（直角を挟む二辺は、各座標の絶対差 |x − a|, |y − b| を長さとする）。
- 中心を原点に取れば、方程式は {\textstyle x^{2}+y^{2}=r^{2}} と簡単になる。

α, β, γ, δ は実数で α ≠ 0 なるものとし、{\displaystyle a:={\frac {-\beta }{\alpha }},\quad b:={\frac {-\gamma }{\alpha }},\quad \rho :={\frac {\beta ^{2}+\gamma ^{2}-\alpha \delta }{\alpha ^{2}}}} と書けば、上記の方程式は {\displaystyle f(x,y):=\alpha (x^{2}+y^{2})+2(\beta x+\gamma y)+\delta =0} の形になる。この形（x2, y2 の係数が等しく、xy の項を持たない）の方程式が与えられたとき、以下の何れか一つのみが成り立つ:
- ρ < 0 のときは、この方程式に解となる実点は存在しない。この場合を虚円[4] (imaginary circle) の方程式と呼ぶ。
- ρ = 0 のとき、方程式 f(x, y) = 0 は中心となる一点 O ≔ (a, b) のみを解とし、点円[5] (point circle) の方程式と言う。
- ρ > 0 のときには、f(x, y) = 0 は O を中心とする半径 r ≔ √ρ の円（あるいは実円 (real circle)）の方程式になる。

α = 0 のとき f(x, y) = 0 は直線の方程式であり、a, b, ρ は（射影平面上で、あるいは見かけ上）無限大になる。実は、直線を「無限遠点を中心とする半径無限大の円」と考えることができる（一般化された円 の項を参照）。

### 別の表示法
ベクトル表示中心の位置ベクトルを c とし、円上の任意の点の位置ベクトルを x とすると、これら二点間の距離は、ベクトルのユークリッドノルム ‖ • ‖ ≔ ‖ • ‖2: (x, y) ↦ √x2 + y2 を用いて、‖ x − c ‖ と書けるから、半径 r の円の方程式は {\displaystyle \|\mathbf {x} -\mathbf {c} \|=r} となる。各点の成分表示が c ≔ (a, b), x ≔ (x, y) と与えられれば、{\textstyle r^{2}=\|\mathbf {x} -\mathbf {c} \|^{2}=(x-a)^{2}+(y-b)^{2}} は上記の円の方程式である。
媒介変数表示
(a, b) を中心とする半径 r の円の方程式を正弦函数および余弦函数を用いて {\displaystyle {\begin{cases}x=a+r\cos(\theta )\\y=b+r\sin(\theta )\end{cases}}\qquad (0\leq \theta <2\pi )} と媒介表示できる。幾何学的には、媒介変数 θ を (a, b) から出る (x, y) を通る半直線が、始線（x-軸の正の部分）に対してなす角の角度と解釈できる。
円の別の媒介表示が半角正接置換により、{\displaystyle {\begin{cases}x=a+r{\frac {1-t^{2}}{1+t^{2}}}\\y=b+r{\frac {2t}{1+t^{2}}}\end{cases}}} と与えられる。幾何学的には、この媒介変数 t の r に対する比を、中心を通り x-軸に平行な直線に関する立体射影として解釈できる。この媒介表示は、t が任意の実数のみならず無限遠点においても意味を持つが、その一方で円の最も下にある一点は表せないので除かなければならない。

### その他の標準形
三点標準形同一直線上にない三点を (xi, yi) (i = 1, 2, 3) とすると、その三点を通るという条件を満たす円は一つに決まり、その方程式を {\displaystyle {\frac {({\color {green}x}-x_{1})({\color {green}x}-x_{2})+({\color {red}y}-y_{1})({\color {red}y}-y_{2})}{({\color {red}y}-y_{1})({\color {green}x}-x_{2})-({\color {red}y}-y_{2})({\color {green}x}-x_{1})}}={\frac {(x_{3}-x_{1})(x_{3}-x_{2})+(y_{3}-y_{1})(y_{3}-y_{2})}{(y_{3}-y_{1})(x_{3}-x_{2})-(y_{3}-y_{2})(x_{3}-x_{1})}}} という形に表すことができる。これは行列式を用いて {\displaystyle {\begin{vmatrix}x^{2}+y^{2}&x&y&1\\x_{1}^{2}+y_{1}^{2}&x_{1}&y_{1}&1\\x_{2}^{2}+y_{2}^{2}&x_{2}&y_{2}&1\\x_{3}^{2}+y_{3}^{2}&x_{3}&y_{3}&1\end{vmatrix}}=0} と表すこともできる。

### 射影平面
射影平面上の円の方程式は、円上の任意の点の斉次座標を（埋め込み (x, y) ↦ [x : y : 1] のもとで） [x : y : z] と書くとき、その一般形を {\displaystyle x^{2}+y^{2}-2axz-2byz+cz^{2}=0} と書くことができる。

### 極座標系
平面の座標系として、直交座標系の代わりに極座標系を用いれば、円の方程式の極座標表示が作れる。円上の任意の点の極座標を (r, θ) とし、中心の極座標を (r0, φ)（つまり、中心の原点からの距離が r0 で、φ は原点から中心へ結んだ半直線が、x-軸の正の部分から反時計回りになす角）とするとき、半径 ρ の円の極方程式は {\displaystyle r^{2}-2rr_{0}\cos(\theta -\varphi )+r_{0}^{2}=\rho ^{2}} と書ける。
- 中心が原点にあるときには、方程式は r = ρ (θ は任意) という単純な形をしている（極座標系において原点は、動径成分が r = 0 かつ偏角成分 θ は任意と表されるのであった）。
- 原点が円上にあるとき、方程式は {\textstyle r=2\rho \cos(\theta -\varphi )} と簡約される。例えば、半径 ρ が中心の動径成分 r0 に等しいときはそうである。
- 一般の場合の方程式を r について解くことができて、{\displaystyle r=r_{0}\cos(\theta -\phi )\pm {\sqrt {\rho ^{2}-r_{0}^{2}\sin ^{2}(\theta -\varphi )}}} となる。ここで ± の符号を両方取らないと、半円しか記述できない場合があるので注意。

### 複素数平面
複素数平面を用いれば、平面上の円は複素数を用いても記述できる。中心が c で半径が r の円の方程式は、複素数の絶対値を用いて {\displaystyle |z-c|=r} と書ける。これは本質的に円のベクトル方程式と同じものである（複素数平面における複素数の加法および実数倍は、成分表示された平面ベクトルの加法および実数倍と同一であり、複素数の絶対値はユークリッドノルムと同一視できる）。極形式を考えれば、|z − c| = r という条件は、z − c = r⋅exp(iθ) (θ は任意) と同値であることがわかる（これは上記の媒介変数表示に対応する）。
複素数の積に関して |z|2 = z⋅z が成り立つことに注意すれば、この方程式は実数 p, q および複素数 g を用いて {\displaystyle pz{\overline {z}}+gz+{\overline {gz}}=q} の形に書ける（{\displaystyle p:=1,\,g:=-{\overline {c}},\,q:=r^{2}-|c|^{2}}）。この形の方程式は、円だけでなく一般には一般化された円を表すものである（一般化された円とは、通常の円となるか、さもなくば直線である）。
極方程式も極形式を用いれば複素数で記述できる。

### 接線の方程式
円上の点 P における接線は、P を通る直径に垂直である。したがって、円の中心を (a, b), 半径を r とし、P ≔ (x1, y1) とすれば、垂直条件により接線の方程式は (x1 − a)x + (y1 – b)y = c の形をしていなければならない。これが (x1, y1) を通るから c は決定できて、接線の方程式は {\displaystyle (x_{1}-a)x+(y_{1}-b)y=(x_{1}-a)x_{1}+(y_{1}-b)y_{1}} または {\displaystyle (x_{1}-a)(x-a)+(y_{1}-b)(y-b)=r^{2}} の形に書ける。y1 ≠ b ならばこの接線の傾きは {\displaystyle {\frac {dy}{dx}}=-{\frac {x_{1}-a}{y_{1}-b}}} であるが、これを陰函数微分法を用いて求めることもできる。
中心が原点にあるときは、接線の方程式は {\textstyle x_{1}x+y_{1}y=r^{2}} となり、傾きは{\textstyle {\frac {dy}{dx}}=-{\frac {x_{1}}{y_{1}}}} である。原点を中心とする円では、各点の位置ベクトル (x, y) と接ベクトル (dx, dy) が常に直交する（つまり、内積が零になる）から、x{\mathit {dx}}+y{\mathit {dy}}=0 は微分形の円の方程式である。

## 円の幾何学
三角形や円に関する事柄を扱う幾何学（相似や面積を用いない）は円論と呼ばれ、古来非常に深く研究されてきた。最も平面幾何学らしい幾何学とも呼ばれる。

### 九点円の定理
三角形の
それぞれの頂点から対辺に下ろした垂線の足（3つ）
辺の中点（3つ）
頂点と垂心を結んだ線分の中点（3つ）
は全て同一円上にある。この円のことを九点円と呼ぶ。

### 六点円の定理
三角形のそれぞれの頂点から下ろした垂線の足から他の二辺に下ろした、合計 6 個の垂線の足は、同一円周上にある、という定理。中学で習う円の性質だけで証明することができるが、かなり難解。

### パスカルの定理
円に内接する六角形の対辺の延長線の交点は一直線上にある。さらに拡張して、二次曲線上に異なる6つの点 P1～P6 を取ると、直線 P1P2 と P4P5 の交点 Q1、P2P3 と P5P6 の交点 Q2、P3P4 と P6P1 の交点 Q3 は同一直線上にある。また、Pi における接線と Pj における接線の交点を Rij とすると、3 直線 R12R45, R23R56, R34R61 は1点で交わる。一番初めの、円に内接する六角形の証明は、うまく補助円を書くことで、円の性質と三角形の相似だけですることができる。

### フォイエルバッハの定理
三角形の内接円は、九点円に内接する。

## 一般化

### 球面・超球面
3 次元ユークリッド空間においてある点からの距離が一定であるような点の集合を球面という。内部を含めた球面を球という。一般に、n を自然数とするとき、n + 1 次元ユークリッド空間においてある点からの距離が一定であるような点の集合のことを、n 次元球面といい、Sn と書く。円は 1 次元球面である。

### 円錐曲線
2つの点（焦点と呼ばれる）からの距離の和が一定であるような点の軌跡を楕円という。楕円は一般に円を潰したような形をしており、楕円のうち特別な場合――2つの焦点が一点で一致する場合――が円である（このとき、焦点は「円の中心」と呼ばれる）。一般の楕円でなく円であることを特に明示したいときには、円のことを正円（せいえん）または真円（しんえん）と呼ぶことがある。

### 距離円、ノルム円

異なる p に対する p-ノルム単位円を図示したもの。

「定点からの距離が一定である点全体の成す集合」として円を定義するならば、定義に用いる「距離」の定義を変えれば異なる形状の「円」を考えることができるということになる。p-ノルムの誘導する距離は {\displaystyle \|x\|_{p}:=(|x_{1}|^{p}+|x_{2}|^{p}+\dotsb +|x_{n}|^{p})^{1/p}} で与えられる。ユークリッド幾何学における通常のユークリッド距離: {\displaystyle \|x\|_{2}={\sqrt {|x_{1}|^{2}+|x_{2}|^{2}+\dotsb +|x_{n}|^{2}}}} は p = 2 の場合である。
タクシー幾何学で用いるマンハッタン距離（L1-距離）は p = 1 の場合であり、この距離に関する円（タクシー円）は各辺が座標軸から45°ずれた正方形となる。半径 r のタクシー円の各辺の長さは、ユークリッド距離で測れば √2r だが、タクシー距離で測れば 2r である。よって、この幾何学で円周率（半径に対する周長の比）に相当するものは 4 ということになる。タクシー幾何学における単位円（半径が 1 の円）の方程式は、直交座標系では {\textstyle |x|+|y|=1}, 極座標系では {\textstyle r={\frac {1}{|\sin \theta |+|\cos \theta |}}} と書ける。これは、その中心のフォンノイマン近傍である。
平面上のチェビシェフ距離（L∞-距離）に対する半径 r の円もまた各辺の長さが 2r の正方形（ただし、各辺は座標軸に平行）であるから、平面チェビシェフ距離は平面マンハッタン距離を回転およびスケール変換したものと看做せる。しかし L1 と L∞ の間に成り立つこの同値性は他の次元に一般化することはできない。

### その他の円を特別の場合として含む曲線族
円は他の様々な図形の極限の場合と見ることができる:
- デカルトの卵形線は焦点と呼ばれるふたつの定点からの距離の重み付き和が一定となるような点全体の成す軌跡である。各距離に付ける重みが全て等しいとき楕円となり、離心率が 0 であるような楕円として円が得られる（これは二つの焦点が互いに重なる極限の場合であり、一致した焦点は得られる円の中心となる）。ふたつの重みのうちの一方を 0 として得られるデカルトの卵形線としても、円が得られる。
- 超楕円は、適当な正数 a, b > 0 と自然数 n に対する {\textstyle \left|{\frac {x}{a}}\right|^{n}+\left|{\frac {y}{b}}\right|^{n}=1} の形の方程式を持つ。b = a のとき超円と言う。円は n = 2 となる特別な超円である。
- カッシーニの卵形線は二つの定点からの距離の積が一定となるような点全体の軌跡を言う。ふたつの定点が一致するとき、円が得られる。
- 定幅曲線は、その幅—図形の幅は、それを挟む二つの平行線が、各々その図形の境界と一点のみを共有するときの、それら平行線間の距離として定める—が平行線の方向のとり方に依らず一定であるような図形を言う。円はもっとも単純な定幅曲線形の例である。

## 拡幅円弧の長さ
半径 R の円弧上の始点で幅 w1、終点で幅 w2 の拡幅円弧の長さの計算
- {\displaystyle L=R\theta }
- {\displaystyle k={\frac {w_{2}-w_{1}}{L}}}

とすると、
{\displaystyle dL=(R+w_{1}+kR\theta )d\theta }
{\displaystyle {\begin{array}{rcl}Lw&=&\displaystyle (R+w_{1})\theta +{\frac {1}{2}}kR\theta ^{2}\\&=&\displaystyle L\left\{1+{\frac {w_{1}}{R}}+{\frac {kL}{2R}}\right\}\\&=&\displaystyle L\left\{1+{\frac {1}{R}}(w_{1}+{\frac {1}{2}}kL)\right\}\\&=&\displaystyle L\left\{1+{\frac {1}{R}}\left(w_{1}+{\frac {1}{2}}(w_{2}-w_{1})\right)\right\}\\&=&\displaystyle L\left\{1+{\frac {1}{R}}{\frac {w_{1}+w_{2}}{2}}\right\}\\&=&\displaystyle \left(R+{\frac {w_{1}+w_{2}}{2}}\right)\theta \end{array}}}
ゆえに、拡幅円の長さは、平均半径に中心角をかけたものとなる。

### 特別な名称のある円
- 単位円
- アポロニウスの円
- クロマティック・サークル（英語版）（半音円）: 12平均律のピッチクラスを円形に並べたもの
- フォードの円
- 反相似円（英語版）
- カーライル円
- バンコフの円
- アルキメデスの双子の円
- アルキメデスの円（英語版）
- ショックの円（英語版）
- ウーの円（英語版）

#### 三角形に関する円
- マンダール円（英語版）
- シュピーカー円: 中点三角形の内接円
- 九点円
- ルモワーヌ円
- 外接円
- 内接円
- 傍接円
- 傍接円に関するアポロニウスの円（英語版）
- レスター円
- マルファッティの円
- ブロカール円
- 垂重円
- ヴァン・ラモン円
- パリー点
- 極円
- ジョンソン円
- シンツェル円

#### 四辺形に関する円
- 直交対角線四角形に関する八点円（英語版）
- 円に外接する四角形の内接円
- 共円四辺形の外接円

#### 多角形に関する円
- 共円多角形の外接円
- 円外接多角形の内接円

#### 円錐曲線に関する円
- 準円
- 準線円（英語版）

#### 球面に関する円
- 大円
- リーマン円（英語版）

#### トーラスに関する円
- ヴィラルソー円（英語版）